# Rosina Penco
Rosina Penco (Nápoly, 1823. április 8. – Porretta Terme, 1894. november 2.) olasz opera-énekesnő (szoprán). Leginkább arról nevezetes, hogy 1853-ban Rómában Verdi A trubadúr-jának bemutatóján Leonora szerepét alakította.

## Pályafutása
Rosina Penco 1850-ben különböző német színházakban énekelt Rossini, Bellini és Donizetti operáiban. Tüzes színpadi temperamentumáért és virtuóz énekléséért, különösen kiváló trillájáért dicsérték.
Olaszországban 1851-ben Nápolyban Verdi Luisa Miller című művének címszerepében lépett fel, és szerepeket alakított Errico Petrella és Giovanni Bottesini operáiban. 1853-ban Giuseppe Verdi A trubadúr című nagysikerű operájában énekelte Leonora szoprán főszerepét. Az előző évben Triesztben Azucena szerepében lépett fel Francesco Cortesi Il trovatore című operájában, ugyanazon a spanyol színdarabon alapult, mint Verdi operája. Verdi nagyra értékelte nála a hangi mozgékonyság és a szenvedélyes drámai elkötelezettség kombinációját. A zeneszerző későbbi operái, a Traviata és Az álarcosbál főszerepeire ajánlotta őt, mondván, hogy Penco nagy szellemmel és jó színpadi megjelenéssel rendelkezik. Ezt követően Az álarcosbál Ameliájaként lépett fel a Covent Gardenben és a párizsi Théâtre Italienben. Dicsérték édes hangja miatt, amelyhez rendkívül drámai színészi játék és énekesi mozgékonyság társult. A trubadúr című, rendkívül népszerű opera Leonora főszerepében aratott sikere további megbízásokat eredményezett London, Párizs, Berlin, Madrid és Szentpétervár vezető operaházaiban.
1858-ban azonban Verdi már azon kesergett, hogy Penco elvesztette azt a tüzet, amely korábbi szerepléseit jellemezte, és visszalépett a harminc évvel korábbi ódivatú éneklési és előadásmódhoz. 1875-ben Penco visszavonult a színpadtól.

## Fordítás
- Ez a szócikk részben vagy egészben  a   Rosina Penco című angol Wikipédia-szócikk ezen változatának fordításán alapul.  Az eredeti cikk szerkesztőit annak laptörténete sorolja fel. Ez a jelzés csupán a megfogalmazás eredetét és a szerzői jogokat jelzi, nem szolgál a cikkben szereplő információk forrásmegjelöléseként.